# John Marston (personaje)
John Marston (1873-1911) es el personaje principal del videojuego Red Dead Redemption, además de aparecer también en Red Dead Redemption: Undead Nightmare y Red Dead Redemption 2. Es el protagonista principal de Red Dead Redemption como personaje jugable, mientras que en Read Dead Redemption 2, es jugable a partir del epílogo, como personaje secundario.
Marston es un forajido huérfano, el cual fue adoptado por Dutch Van der Linde, uniéndose a su banda. Junto a Arthur Morgan, son los protagonistas principales de la franquicia de Red Dead Redemption.

## Biografía

### Red Dead Redemption 2
A lo largo de Red Dead Redemption, John menciona que se crio en un orfanato y no distinguió a sus padres; Lo único que sabe de su padre es que era un inmigrante escocés analfabeto que murió en una pelea en un bar en Chicago cuando él tenía ocho años, mientras que su madre era una prostituta que falleció en el parto. En 1885, a la edad de doce años, fue encontrado por Dutch Van der Linde, quien lo rescató de las calles y lo reclutó para su banda. Lo crio, le enseñó a leer e hizo que John lo considerara la figura paterna que tristemente nunca tuvo. Asimismo, John adoptó los ideales de justicia, libertad e igualdad, ideales que Dutch proclamaba como si fueran suyos, incluso otros miembros de la banda llegaron a creer que John era el "hijo favorito" de Dutch.
En 1894, a los 21 años, conoció a Abigail Roberts, una mujer que trabajaba como prostituta y acababa de unirse a la banda. Todos los miembros de la banda llegaron a estar en algún momento con ella, pero fue el mismo John con quien acabaría teniendo un hijo tiempo después. Como se evidencia en Red Dead Redemption 2, John no se sintió preparado para la paternidad e incluso llegó a abandonar la banda durante un año. John descuidó a su hijo Jack y surgió un conflicto en él, entre su vida de forajido y su vida como padre. Y no fue entonces hasta que Arthur Morgan lo hizo entrar en razón para tomarse en serio el papel de padre. Al principio, John actuaba solo como un pistolero más de la banda. Pero con el paso del tiempo, nació una amistad entre John y Arthur, quien pensó que John, junto con su familia, merecían un futuro mejor que el que podría darles la banda de Dutch. 
En el capítulo 4 de Red Dead Redemption 2, durante el asalto al banco de la ciudad de Saint Denis, John es capturado, mientras que Hosea y Lenny fueron asesinados. La banda se divide ante el acoso y la búsqueda de la agencia de detectives Pinkerton. Por su cuenta, John es trasladado a la prisión estatal de Sisika, donde es condenado a trabajos forzosos y a muerte por sus delitos. Luego de un pedido de Abigail, Arthur, junto con Sadie Adler, asaltaron la prisión y lograron rescatar a John. Sin embargo, Dutch les comunica que no había autorizado su rescate, ya que consideraba que los Pinkerton podrían seguir sus pasos. Al regresar al campamento de la banda, John recibe una bienvenida hostil por parte de Dutch, que se vuelve cada vez más paranoico y sospecha que fueron él y Abigail quienes delataron a la banda en Saint Dennis. A partir de entonces, John comienza a perder su fe en Dutch. Y en un asalto a un tren del Ejército en Saint Dennis, John termina malherido y abandonado por Dutch quien había prometido ayudarlo. Lo creyeron muerto y Arthur le comunica a Abigail que se encargará de que Dutch pague las consecuencias. Luego del reencuentro de Arthur con Dutch en el campamento, John resultó estar vivo y reaparece para confrontar e incriminar a Dutch, provocando un enfrentamiento entre Arthur y John contra Dutch y los demás miembros de la banda. En ese momento, llegan los Pinkerton a atacar el campamento, Dutch y los demás se fueron por un lado mientras que Arthur y John escaparon por el otro. John logró salir vivo del enfrentamiento, pero Arthur no y falleció al quedarse a cubrir a John asegurando su huida, no sin antes despedirse, motivarlo y animarlo a cuidar a su familia recordándole lo importante que es la familia en nuestras vidas.
El epílogo de Red Dead Redemption 2 ocurre ocho años después de la muerte de Arthur. John, Abigail y Jack deambulan en busca de trabajo, hasta que John consigue trabajo como ayudante en un rancho. Pero un altercado con unos pistoleros que atacaron el rancho, hacen que John tenga que defenderse volviendo a usar armas, lo que hace que Abigail se lleve a Jack y abandone a John creyendo que había vuelto a su vida de forajido. John queda devastado y se compromete a demostrarle a Abigail lo mucho que ha cambiado gracias a la promesa que le hizo a Arthur, y con mucho esfuerzo consigue adquirir unas tierras para construir un rancho en Beecher's Hope, cerca de la ciudad de Blackwater. Durante ese tiempo, John se reencuentra con varios miembros de la banda, entre ellos, Uncle, Charles Smith y Sadie Adler. Aquí John se da cuenta de que Sadie trabaja junto a Charles como cazarrecompensas y descubren que Micah Bell sigue vivo. Junto con Charles y Sadie, John decide enfrentar a Micah para vengar la muerte de Arthur a pesar de que Abigail le suplicara que no lo hiciera. John finalmente se enfrenta cara a cara con Micah, descubriendo que Dutch también se había unido a él; Y en ese momento de máxima tensión, Dutch dispara a Micah, luego de que John hiciera entrarlo en razón y John aprovecha ese momento para acabar con Micah y vengar la muerte de un hombre que se convirtió en su hermano. A causa de esto, Edgar Ross y Archer Fordham, detectives de la agencia Pinkerton que se unieron a la recién creada Oficina federal de investigaciones, localizaron el rancho de John, creando así los sucesos del Red Dead Redemption original.

### Red Dead Redemption
Cuatro años después, en 1911, Edgar Ross y Archer Fordham secuestran a su familia con el objetivo de que John persiga y capture a los antiguos miembros de su banda: Bill Williamson, Javier Escuella y Dutch Van der Linde. El primer objetivo de John es Bill Williamson, el cual se convirtió en el líder de su propia banda en New Austin, la cual tiene la fama de ser la banda más sanguinaria de la región. Tras su primer encuentro con Bill, John acaba malherido y es rescatado por Bonnie MacFarlane, propietaria del rancho MacFarlane. John comienza a conseguirse apoyos con el fin de asaltar el fuerte donde se oculta la banda de Bill. Con la ayuda de aliados como el comisario de Armadillo Leigh Johnson, un estafador llamado Nigel West Dickens y un lunático llamado Seth Briars, asalta el fuerte de la banda y acaban con ella. Tras este ataque, Williamson huye a México para reencontrarse con Javier Escuella.
John llega a México y termina involucrado en medio de la Guerra Civil Mexicana y en los enfrentamientos entre el gobierno local y los rebeldes. John conoce al antiguo pistolero legendario Landon Ricketts y a una profesora que también es una revolucionaria llamada Luisa Fortuna, con quien entabla una amistad. Finalmente, Luisa le pide rescatar al líder de los rebeldes, Abraham Reyes, de su cautiverio hecho por el ejército en la fortaleza El Presidio, John comienza sirviendo con el coronel Agustín Allende, gobernador de la región fronteriza de Nuevo Paraíso, al norte de México, con sus subordinados los capitanes Vicente De Santa y Espinoza, y colaborando también con Luisa y Reyes, intentando jugar a ambos bandos. pero al ser descubierto por el ejército, Allende lo traiciona, tendiéndole una emboscada en el pueblo de Chuparosa donde John es salvado por refuerzos rebeldes. Tras esto, John se pone decisivamente del lado de los rebeldes y de Abraham Reyes, su líder. John descubre que Escuella trabaja para Allende y se encuentra con él en El Presidio, asaltando el lugar con la ayuda de los rebeldes; Escuella trata de escapar, sin embargo, dependiendo de la decisión del jugador, Escuella resultará muerto o capturado. John y los rebeldes asaltan la hacienda de Allende, encontrando a Williamson dentro; estos dos escapan siendo perseguidos por John y Reyes, hasta que Allende traiciona a Williamson a cambio de su propia vida, y finalmente John acaba con él.
Ross le informa a John de que su antiguo líder, Dutch Van der Linde creó y lidera una banda compuesta por nativos americanos en la región de Tall Trees, ubicada en las proximidades de Blackwater. El reencuentro entre John y Dutch se produce cuando Dutch intenta asaltar el banco de Blackwater; Dutch le dispara en la cabeza a una joven mujer que usó como rehén y escapa. Finalmente, el Ejército se prepara para asaltar la fortaleza de Dutch en las montañas de Cochinay; tras eliminar a sus hombres, John persigue a Dutch hasta la cima de una montaña, donde ambos se enfrentan cara a cara. Dutch renuncia a seguir peleando, pero también a entregarse; luego de despedirse de John, se suicida arrojándose por el acantilado. Tras comprobar la muerte de Dutch, Ross le da el permiso a John de volver a ver su familia en Beecher's Hope.

Cuando yo no esté, encontrarán otro monstruo... tienen que hacerlo para justificar sus salarios [...] Nuestro era ya pasó, John.
Últimas palabras de Dutch a John Marston

John regresa a su rancho de vuelta con su esposa Abigail y su hijo Jack. Sin embargo, descubre que el rancho está hecho un desastre, pues Uncle no lo estuvo cuidando bien. Tras verificar que el rancho estuviera bien y que su hijo recuperara su confianza, John se prepara para retomar su vieja vida, ya que la paz para ellos no les duró por mucho tiempo. Un día, Uncle observó a decenas de militares y agentes federales atacando el rancho. John y Uncle se dispusieron a repelerlos a todos pero eran demasiados y los superaban en número; Uncle fue abatido en el combate y John se encargó de sacar a Abigail y Jack del lugar para ponerlos a salvo. Enfrentándose a todos los soldados él solo, John es acribillado y asesinado por los hombres de Ross. Su cuerpo es hallado por Abigail y Jack tras el ataque y finalmente lo entierra en la colina de Beecher's Hope; Abigail falleció tres años después, en 1914, siendo enterrada junto a John. Jack, dolido por ambas perdidas, decide ir a buscar a Edgar Ross quien ya se había retirado de su trabajo como agente y se encontraba cazando patos en el río San Luis en México. Jack acaba con Ross vengando a su padre, pero sin pensarlo, se dio cuenta de que estaba siguiendo los pasos de un forajido, algo que John y Arthur trataron de evitar para él.

### Red Dead Redemption: Undead Nightmare
La historia arranca poco después de que John Marston regresara a su rancho con su familia, luego de cumplir su trato con Edgar Ross. Un extraño virus se propagó por toda la frontera, sus habitantes se convirtieron en zombis y los muertos salieron de sus tumbas. Unos pequeños grupos de supervivientes lograron refugiarse en diferentes pueblos y ciudades, con escasa munición y sin animales para cazar. En la aventura, Marston vuelve a encontrarse con antiguos amigos como Seth Briars, Marshall Johnson, Bonnie McFarlane, Nigel West Dickens, entre otros.
Para poder acabar el virus, Marston debe recorrer los cementerios de la región para encontrar y destruir un número concreto de ataúdes, ya que allí comenzó a propagarse la infección.

## Premios y reconocimientos
GameSpot e IGN nombraron a Marston como el mejor personaje del año. Fue nominado a mejor personaje y mejor actor de voz en los Premios Spike de 2010 y en la decimocuarta entrega de la Academy of Interactive Arts & Sciences. En 2013 la revista Complex recordó que la actuación del actor de voz Rob Wiethoff fue la segunda mejor en un videojuego. Network World afirmó que John Marston is a complicated character, having been a bad person who is trying to make things right. The New York Times afirmó que [John] and his creators conjure such a convincing, cohesive and enthralling re-imagination of the real world that it sets a new standard for sophistication and ambition in electronic gaming. Se ha incluido a Marston en múltiples listas sobre los mejores rasgos sobre personajes de videojuegos. GamesRadar posicionó a Marston en el quinto puesto en su lista de mejores personajes de la generación, y GameSpy lo denominó dentro de la edición de 2011 de los 50 mejores personajes de videojuegos en el libro Guinness de los récords.